# Ministero della difesa (Paesi Bassi)
Il Ministero della difesa (in olandese: Ministerie van Defensie, MinDef) è il ministero responsabile delle Forze armate del Regno dei Paesi Bassi, ovvero di tutte le sue nazioni costitutive Paesi Bassi, Curaçao, Aruba e Sint Maarten e degli affari dei veterani. Il Ministero fu creato nel 1813 come "Ministero della Guerra" e nel 1928 fu unito al "Ministero della Marina". Dopo la seconda guerra mondiale i ministeri furono nuovamente separati, in questo periodo il Ministro della Guerra e il Ministro della Marina erano spesso la stessa persona e il Segretario di Stato per la Marina era responsabile per gli affari quotidiani della Koninklijke Marine. Nel 1959 i ministeri furono uniti. Il ministero è guidato dal ministro della Difesa, Kajsa Ollongren coadiuvato da una segretaria di stato (Gea van Craaikamp) e dal Capo della difesa dei Paesi Bassi, Onno Eichelsheim dall'aprile 2021.

## Responsabilità
Il ministero ha la responsabilità di:
- proteggere il territorio del Regno dei Paesi Bassi (che comprende i Paesi Bassi, Curaçao, Sint Maarten e Aruba) e i suoi alleati;
- proteggere e migliorare il sistema giuridico internazionale e la stabilità;
- sostenere le autorità civili nel mantenimento dell'ordine, in caso di emergenze e nel dare aiuti umanitari, sia nazionali che internazionali.

## Organizzazione
Il ministero comprende il ministro (Kajsa Ollongren) e il segretario di stato della difesa (Gea van Craaikamp), il cosiddetto Stato centrale, le forze armate olandesi e due organizzazioni di supporto.
Lo stato maggiore del ministero è guidato dal segretario generale, il più alto funzionario. Gli elementi più importanti dello Staff centrale sono:
- diverse direzioni per politica, personale, materiale e finanza
- lo Staff della difesa
- il Servizio di controllo della difesa
- l'Autorità di sicurezza
- il Servizio di intelligence e sicurezza militare
- l'Autorità dell'aviazione militare

Il più alto ufficiale militare è il capo della difesa (in olandese: Commandant der Strijdkrachten). È un generale o ammiraglio a quattro stelle e controlla i rami delle forze armate, che sono organizzati in tre comandi operativi:
- il Comando della Koninklijke Marine; (Marina militare reale)
- il Comando della Koninklijke Landmacht; (Esercito reale)
- il Comando della Koninklijke Luchtmacht. (Aeronautica militare reale)

Il quarto ramo di servizio, la Koninklijke Marechaussee (Polizia reale dei Paesi Bassi), ricade direttamente sotto il segretario generale.
Le forze armate sono sostenute da due organizzazioni civili che risiedono sotto il Ministero della Difesa:
- un comando di supporto (in olandese: Commando DienstenCentra); e
- l'Organizzazione dei materiali di difesa (in olandese: Defensie Materieel Organisatie).

Il ministero impiega oltre 70.000 funzionari tra personale civile e militare.